# Psychromnestra hebaea
Psychromnestra hebaea är en fjärilsart som beskrevs av Edward Meyrick 1924. Psychromnestra hebaea ingår i släktet Psychromnestra och familjen Plutellidae. Inga underarter finns listade i Catalogue of Life.